# Златен полумесец
„Златният полумесец“ е географска зона разположена на територията на съседни области от три държави от Централна Азия: Афганистан, Иран и Пакистан – където има големи насаждения от опиумен мак, от който след синтез се произвеждат хероин и опиати.
През 2001 г. правителството на талибаните в Афганистан забранява официално под смъртно наказание отглеждането на опиум на територията на страната, в резултат от която стъпка с опиумен мак от страната е произведено рекордно ниско ниво опиум за последните 30 години – 185 тона според доклад на СЗО. Опиумен мак през тази година се отглеждал главно в северните провинции, на териториите, контролирани от т.нар. „Северен съюз“, главна опозиционна сила на режима на талибаните, които са изключително влиятелни в южните афгански територии населени с пущуни.
Афганистан през 2010/11 г. произвежда над 90% от опиума в света.